# Richard Casavant
Richard Casavant, né en 1946 à Ottawa, est un psychologue et écrivain franco-ontarien. 

## Biographie
Après ses études classiques au Petit séminaire d'Ottawa et au Séminaire des Saints-Apôtres, Montréal en 1964, Richard Casavant a complété ses études universitaires en psychologie au niveau du baccalauréat à l'Université d'Ottawa, de la maîtrise au Beacon College à Boston et du doctorat à l'Université Columbia Pacific (en). Il devient le premier directeur francophone du secteur franco-ontarien du Conseil des arts de l'Ontario en 1970 jusqu'en 1977. Il encourage la création des Éditions Prise de parole en 1973. Il collabore aux textes de Poèmes et chansons du Nouvel-Ontario. Il publie plusieurs textes dans différents périodiques, dont Poésie, Ébauche, Art Magazine et L'Express de Toronto, Liaison et Envol. Il est membre de La Société des Écrivains canadiens-Ottawa, et membre fondateur l'Institut Fleury-Mesplet, il a été président du conseil d'administration des Éditions Interligne. Durant cette période, il a enseigné la psychologie aux universités d'Ottawa et du Québec à Hull (UQO). Richard Casavant est membre de l'Association des auteurs de l'Ontario Français (AAOF) et de l'Union des Écrivaines et de écrivains québécois (UNEQ). 

## Thématique et esthétique
Richard Casavant ne s'impose pas de contraintes formelles dans sa poésie. Celle-ci est plutôt un lieu de rencontre intime. Il explore les thèmes de la révolte sociale, de l'inquiétude chrétienne et de la réalité concrète du corps humain. Certains des écrits de Richard Casavant participent de la condition franco-ontarienne, où l'appartenance est lucide et où le geste créatif est porteur du groupe culturel. Dans son poème « Le cri d'un peuple », Richard Casavant exprime la réalité dure de la communauté francophone de l'Ontario : 
« je suis pauvre
pauvre d'argent
pauvre de savoir
pauvre de volonté
pauvre de victoire

Les paupières ont appris à se baisser
Les têtes à se courber
Mais il est des silences meurtriers. »

## Œuvres
- 1965 - “Symphonie en Blues”
- 1967 - “Le Matin de l’infini”
- 1978 - Poèmes 1960-1975
- 2013 - Les Sentinelles de l'absence
- 2013 - Des clins d'yeux dans la nuit suivi de Petit pas de deux

### Archives
- Fonds Richard Casavant (P259) conservé par le Centre de recherche en civilisation canadienne-française